# Aloisius Fortis

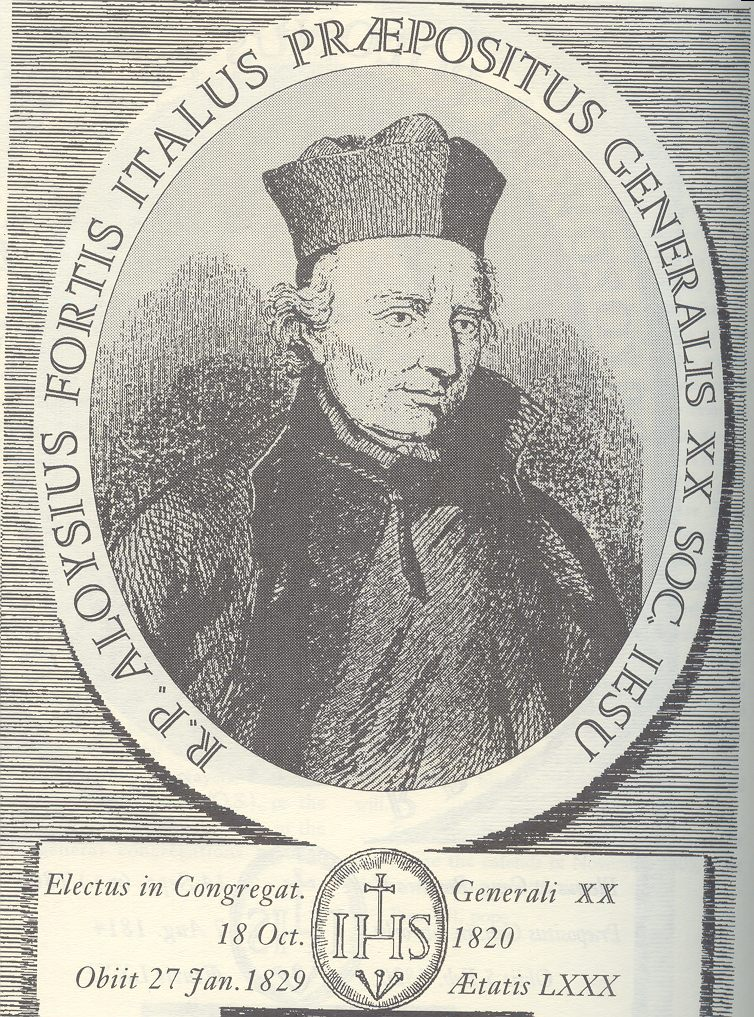
Aloisius Fortis

Aloisius Fortis (* 26. Februar 1748 in Verona; † 27. Januar 1829 in Rom) war der 20. General des Jesuitenordens (Societas Jesu).

## Leben
1762, im Alter von nur 14 Jahren, begann Fortis das Noviziat in Venedig. Er lehrte an der Universität von Ferrara.
Nach der Aufhebung des Ordens lehrte er an einer Schule für Adlige.
Als der 19. Ordensgeneral Tadeusz Brzozowski am 5. Februar 1820 gestorben war, wählte die Generalversammlung am 18. Oktober desselben Jahres Fortis zum Nachfolger. Fortis verbrachte seine Amtszeit damit, den Orden innerlich und äußerlich wiederherzustellen. Er starb am 29. Januar 1829 in Rom. Sein Nachfolger war Joannes Philippus Roothaan.